# Monika Myszk
Monika Myszk (ur. 24 marca 1982 w Gdyni) – polska wioślarka, wicemistrzyni świata (2008).

## Osiągnięcia
- Złoty medal w dwójce podwójnej wagi lekkiej podczas Młodzieżowych Mistrzostw Polski.
- Mistrzostwa Świata – Linz 2008 – czwórka podwójna wagi lekkiej – 2. miejsce (z Magdaleną Kemnitz, Weroniką Deresz i Iloną Mokronowską  )
- Mistrzostwa Świata – Poznań 2009 – czwórka podwójna wagi lekkiej – 5. miejsce[1].
- Mistrzostwa Polski - Poznań 2009 - dwójka podwójna wagi lekkiej - 1. miejsce (z Magdaleną Łopato)
- Złoty medal w czwórce podwójnej wagi lekkiej, wraz z Magdaleną Pasińską, Agnieszką Korol i Magdaleną Łopato.
- Mistrzostwa Polski - Poznań 2010 - dwójka podwójna wagi lekkiej - 1. miejsce (z Magdaleną Łopato)
- Brązowy medal w czwórce podwójnej wagi lekkiej, z Mileną Brzęczek, Agnieszką Korol i Magdaleną Łopato